# Пам'ятка Пеняцька
Па́м'ятка Пеня́цька (Пеня́цька) — комплексна пам'ятка природи місцевого значення в Україні. Розташована в межах Бродівського району Львівської області, неподалік від села Пеняки. 
Площа 35 га. Створена рішенням Львівської облради народних депутатів від 11.01.1997 року № 126 з метою збереження першого в Україні заповідного об'єкту, створеного в 1886 р. галицьким меценатом графом В. Дзедушицьким з метою збереження букових лісів. Перебуває у віданні Золочівського ДЛГ (Пеняцьке лісництво, кв. 60). 
Розташована серед мальовничих пагорбів низькогірного пасма Вороняки.

## Історія

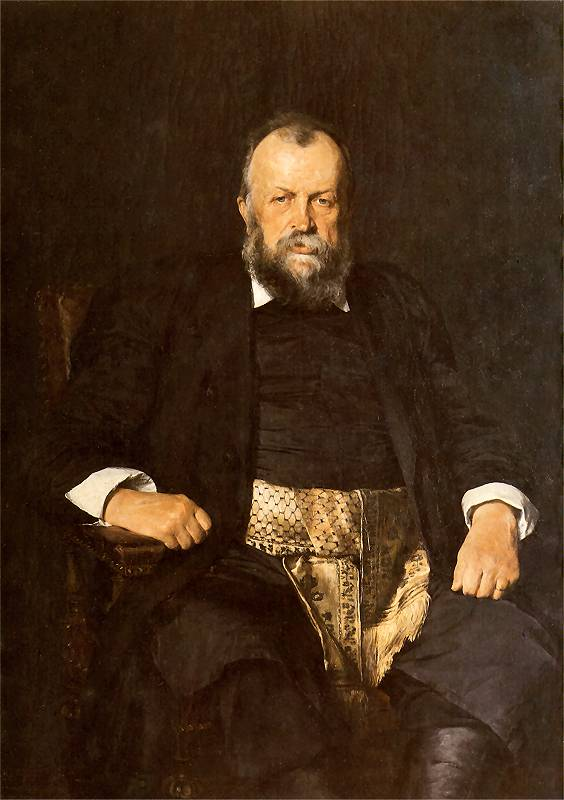
граф Володимир Дідушицький

Це перший в Україні заповідний об'єкт, створений 1886 року галицьким меценатом, краєзнавцем, непересічним організатором музейної та природоохоронної справи графом Володимиром Дідушицьким для збереження букових лісів і місць гніздування рідкісного виду птахів — орлана-білохвоста.

Перший період історії «Пам’ятки Пеняцької» завершився у 1914 році, коли під час військових дій Першої Світової війни буковий деревостан був сильно порубаний. Другий період інтересу до цього об’єкту припадає на кінець 1930-х років,  коли відомий на той час польський ботанік Юліуш Мондальський, пропонує відновити охоронний статус, закликаючи пана Голуховського, як активного діяча охорони природи та власника тодішньої «Пам’ятки Пеняцької», сприяти цьому. У міжвоєнний період, крім  Ю. Мондальського, дослідженням природоохоронних аспектів цієї території займалися В. Шафер, С. Соколовський, Т. Орачевський та інші. 

Упродовж 1945—1950 років корінний деревостан був повністю вирубаний. Разом з прадавнім лісом були зруйновані й унікальні водно-болотяні екосистеми регіону як природного, так і антропогенного походження. На цих озерах і ставах в часи заснування «Пам’ятки...»  існували унікальні орнітокомплекси, зокрема гніздився орлан-білохвіст, зникаючий в Україні та Європі вид. Підтвердженням цього є колекції чучел та кладок птахів Державного природознавчого музею НАН України у Львові, зібрані в околицях села Пеняки наприкінці ХІХ століття.

Природоохоронні заходи були відновлені лише у 1997 році. На місці, де раніше росли 200-літні буки й липи, було виділено 35 га пристигаючого 60-70-літнього буково-липового лісу (Львівська область, Золочівський ДЛГ, Пеняцьке лісництво, квартал № 60, виділ 1) і створений відновлений заказник місцевого значення «Пам’ятка Пеняцька» (рішення Львівської обласної ради народних депутатів № 126 від 11.02.1997 року).

Указом Президента України від 01.12.2008 року № 1129/2008 «Про розширення мережі територій національних природних парків та інших природно-заповідних об’єктів» на території Львівської області створено національний природний парк «Пам’ятка Пеняцька».

Національний природний парк «Пам’ятка Пеняцька», що є складовою Національного природного парку «Північне Поділля» нині охоплює територію фізико-географічних районів Гологір і Вороняків, що разом із Розточчям та Кременецькими горами (Тернопільщина) формують північно-західний край Подільської височини. На цій території сформувалися унікальні осередки рослинних угруповань, а також букові лісостани, що ростуть на північно-східній межі ареалу й становлять особливу цінність у загальноєвропейському масштабі. Тут бере початок річка Західний Буг, що має міждержавне значення. Ця територія належить до найцінніших у природничому та культурно-історичному аспектах територій України. Тут поширено понад 200 видів рослин різного статусу охорони (Червона книга України, Європейський червоний список тварин і рослин, Бернська Конвенція про охорону дикої флори та фауни і природних середовищ існування в Європі, регіонально рідкісні види).